# Herinneringsmedaille van het Rode Kruis aan de Russisch-Japanse Oorlog van 1904-1905
Het Russische Rode Kruis heeft een Herinneringsmedaille van het Rode Kruis aan de Russisch-Japanse Oorlog van 1904-1905 ingesteld waarmee personen die zich tijdens en na deze voor Rusland rampzalig verlopen oorlog verdienstelijk hadden gemaakt voor de zorg voor de gewonden konden worden onderscheiden.
Tijdens de Russisch-Japanse Oorlog waren aan Russische zijde 47.387 doden en 173.425 gewonden gevallen.
Onderscheidingen van het Nederlandse Rode Kruis · Onderscheidingen van het Internationale Rode Kruis · Onderscheidingen van het Belgische Rode Kruis · Onderscheidingen van het Deense Rode Kruis

Zie ook: Onderscheidingen met het Rode Kruis